# 印度的僑匯
印度的僑匯（英語：Remittances to India），指的是在國外工作的非居住印度人 (NRIs) 轉帳給住在印度境內的家人、朋友或親戚的錢，這筆錢稱作"匯款"。印度是全球接收海外僑民匯款最多的國家，光是在2015年就佔有全世界匯款總額的12%以上。到2023年，這種匯入款金額已達1,250億美元，比2017年的690億美元有大幅增長。而在2017年，由印度匯往其他國家的款項總計為57.1億美元，因此當年的匯款淨流入為632.58億美元。
根據印度外交部的資料，這些匯款主要來自該國約3,500萬的印度海外僑民。這種匯入款項長期以來一直是該國經濟的基石，對家庭收入、經濟穩定和整體發展有重大貢獻。這些來自非居住印度人 (NRIs) 的資金轉移，不僅對接收款項的家庭非常重要，也對印度更廣泛的經濟格局產生影響。印度從其龐大海外僑民穩定匯入的資金中受益匪淺。

## 歷史

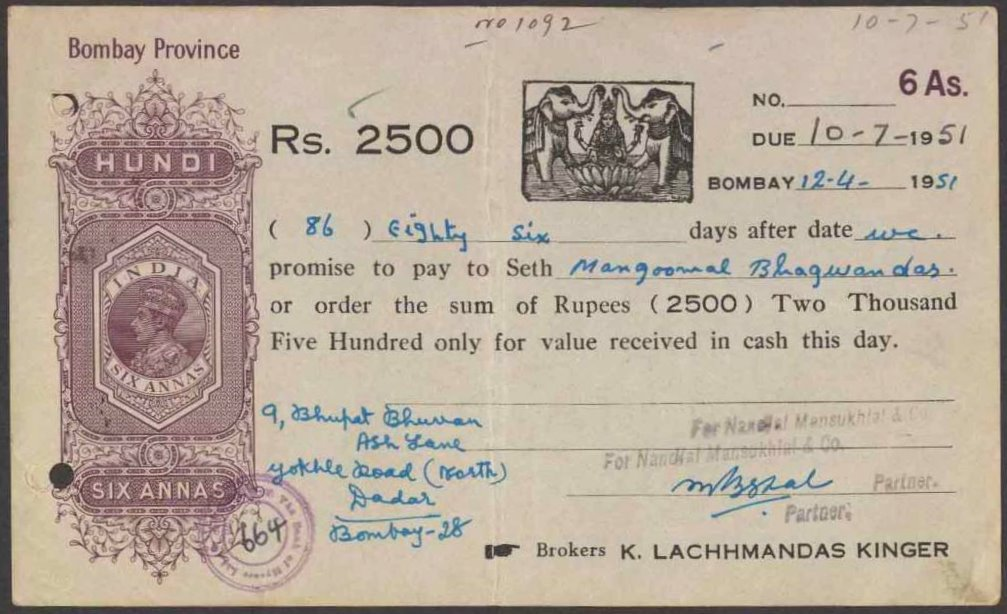
在中世紀即已有的胡迪票據是一種匯款系統。圖為一張1951年在當年孟買邦發行，金額為2500盧比的匯票，其上已有印製好、官方認證的印花稅票。

## 概述
印度的海外僑匯有其豐富的歷史淵源，可追溯至殖民時期，當時印度人被送往全球各個英國殖民地從事勞動。在1834年到1917年間，有超過150萬名印度勞工前往多個英國殖民地工作。這些移民主要的目的地是加勒比地區和東南亞等，此舉不僅助長大英帝國的經濟利益，也對印度的社會經濟格局產生深遠影響。這些海外契約勞工匯回的錢，在支持國內留守家庭、促進地方經濟發展以及建立區域間經濟聯繫方面，都發揮有關鍵的作用。
印度於1947年獨立之後，全球經濟動態對印度人的移民與匯款模式也產生影響。進入20世紀下半葉，有越來越多印度人（或海外移民後代）為尋求更好的工作機會而移居到中東、北美和歐洲國家。印度於1990年代經歷過因僑匯流入而助長的顯著經濟發展。根據世界銀行的數據，匯入印度的款項從1990年的大約20億美元，增長到2019年的822億美元，反映出驚人的增長軌跡。 縱然全球經濟持續出現波動，前述新的一波移民潮帶來的匯款流在21世紀中仍持續增長。
世界銀行的數據顯示匯入印度的款項，在2001年到2010年之間有顯著增加。在此10年期間初期的大約120億美元，成長到10年期間末期約550億美元。匯款在隨後的10年中（從2011年到2020年）持續增長，但由於受到全球經濟狀況變化，也會有所波動。金額從2011年的580億美元，而於2020年達到約830億美元的峰值，顯示出這種匯款雖然面臨全球金融危機和地緣政治變動等挑戰，仍具有其韌性。
根據印度於1999年頒佈的《外匯管理法》 (FEMA)，非居住印度人 (NRIs) 和印度裔人士 (PIOs) 可開設並持有三種帳戶，分別是：非居民普通盧比帳戶 (NRO Account)、非居民（對外）盧比帳戶 (NRE Account) 和非居民外幣（銀行）帳戶 (FCNR (B) Account)。NRO帳戶的資金不能匯回國外（所有當期收入除外）。NRIs/PIOs 的NRO帳戶餘額以及其他符合資格的資產，每個財政年度（當年4月至次年3月）可匯出高達100萬美元 。NRE帳戶的資金可匯回國外。NRE帳戶允許的貸項（即得以存入帳戶的資金）包括來自印度境外的匯入款項、帳戶產生的利息、投資利息、從其他NRE/FCNR(B) 帳戶轉入的資金，以及投資到期收益（如果這些投資是從該帳戶或透過匯入款項進行的）。來自印度境外的匯入款項、在印度的合法應收款項以及從其他NRO帳戶轉入的資金，均為NRO帳戶允許的貸項。
印度的僑匯自1991年以來呈現顯著增長。於1991年，印度匯入款金額為21億美元。到2006 年，估計匯入款介於220億美元至257億美元之間 。此一數字在2012–13財政年度增至676億美元，高於2011–2012財政年度的661億美元。此類匯入款金額甚至超越當時流入印度的外商直接投資 (FDI) - 468.4億美元。 
資金匯往印度可透過電子方式（例如全球銀行金融電信協會（SWIFT））或是匯票。許多銀行在近年提供匯款服務，且已發展成一項龐大的業務。匯入印度的款項約有40%流向喀拉拉邦、坦米爾那都邦、旁遮普邦、安德拉邦和北方邦，這些邦在接收國際匯款方面均排名在前 。安德拉邦的大部分匯款來自美國，喀拉拉邦來自阿拉伯聯合大公國，旁遮普邦來自加拿大，原因為這些邦的大部分人民多數移居到前述這些國家。坦米爾那都邦的匯款來源最為多元，因為在澳大利亞、加拿大、法國、英國等國家都有龐大的坦米爾僑民，其中以馬來西亞、新加坡和美國為最大的匯款來源地。關於匯往印度的匯款研究工作，可參考《印度移民文獻目錄（India Migration Bibliography）》所臚列的資料 。.
有許多印度移民在近年使用線上匯款服務將資金從海外匯往印度。而許多新的線上和行動通信公司也促使用戶轉向線上匯款。甚至一些印度銀行也開始提供這類服務。
印度儲備銀行（RBI）於2012年進行的一項研究，顯示在所有外國匯入款中，有30.8%來自西亞，來自北美的佔29.4%，來自歐洲的佔19.5% 。
然而，世界銀行估計匯往印度的款項會因COVID-19疫情的衝擊，將會下降9%。

## 按財政年度劃分的印度僑匯
下表說明印度僑匯在該國國內生產毛額（GDP）中的佔比。
| 年度        | 金額（億美元） | GDP佔比 |
| ----------- | -------------- | ------- |
| 1990–1991年 | 21             | 0.70%   |
| 1995–1996年 | 85             | 3.22%   |
| 1999–2000年 | 120.7          | 2.72%   |
| 2000–2001年 | 128.5          | 2.84%   |
| 2001–2002年 | 154            | 3.29%   |
| 2002–2003年 | 163.9          | 3.39%   |
| 2003–2004年 | 216.1          | 3.69%   |
| 2004–2005年 | 202.5          | 3.03%   |
| 2005–2006年 | 245.5          | 3.08%   |
| 2006–2007年 | 291            | 2.39%   |
| 2007–2008年 | 372            | 2.77%   |
| 2008–2009年 | 5160           | 3.84%   |
| 2009–2010年 | 550.6          | 3.28%   |
| 2011–2012年 | 661.0          | 3.61%   |
| 2012–2013年 | 676            | 3.64%   |
| 2013–2014年 | 703.9          | 3.45%   |
| 2014–2015年 | 663            | 3.15%   |
| 2015–2016年 | 627            | 2.73%   |
| 2016–2017年 | 653            | 2.46%   |
| 2017–2018年 | 800            | 2.95%   |
| 2018–2019年 | 790            | 2.78%   |
| 2019–2020年 | 833            | 3.12%   |
| 2020–2021年 | 870            | 2.75%   |
| 2021–2022年 | 890            | 3.00%   |
| 2022–2023年 | 1,100          | 3.30%   |
| 2023–2024年 | 1,290          | 3.40%   |

## 印度的匯入和匯出款項（按國家劃分）
根據前印度儲備銀行總裁沙克蒂坎塔·達斯的說法，印度於2022–23財政年度由其他國家的匯入款共有1,075億美元。印度在2020年則有70.1億美元的款項匯往其他國家。下表列出2017年匯入印度款項的前10大來源國。印度儲備銀行也提供一些略有不同的估計數據。
印度之所以能成為主要的匯款接收國，是受惠於其遍布全球的廣大僑民網絡。這些僑民透過各種管道，如傳統銀行、ACH（自動清算所）或電匯，以及數位服務提供商，將資金匯回印度。印度已成為全球最大的匯款接收國之一。匯款金額於2021年飆升至約1,056億美元，反映出海外印度社區在全球經濟不確定性中，仍持續提供支持。到2022年，匯款金額更達到1,110億美元以上的紀錄，讓印度持續是全球金融轉移的主要目的地 。印度預計於2023年收到1,250億美元匯入款，標誌有顯著的增長，也突顯此種流入資金對印度經濟持續發展有其重要性 。
印度僑匯的主要來源國有美國、阿拉伯聯合大公國、沙烏地阿拉伯和英國。這些國家居住有龐大的印度裔社群，他們定期匯款以支持家人並投資於各個產業。匯款來源具多樣性，確保資金的穩定和持續流入，即使特定地區面臨經濟挑戰也不曾因而改變。

### 匯入和匯出印度的款項（按國家劃分）
根據印度儲備銀行和世界銀行Knomad（全球知識合作夥伴關係組織Global Knowledge Partnership on Migration and Development的簡稱）所建立和維護的資料庫，印度於2017年的前10大僑匯來源國為：
| 排名 | 來源國           | 金額 (億美元) |
| ---- | ---------------- | ------------- |
| 1    | 阿拉伯聯合大公國 | 138.26        |
| 2    | 美國             | 117.15        |
| 3    | 沙烏地阿拉伯     | 112.39        |
| 4    | 科威特           | 45.87         |
| 5    | 卡達             | 41.43         |
| 6    | 英國             | 39.41         |
| 7    | 阿曼             | 32.5          |
| 8    | 尼泊爾           | 30.16         |
| 9    | 加拿大           | 28.77         |
| 10   | 澳大利亞         | 19.44         |

## 外部連結
- Ministry of Overseas Indian Affairs, Official website 的存檔，存档日期2014-02-05.
- Remittance Flows Worldwide in 2015 – Pew Research Center

Template:Economy of India